# Ruta 11 (Uruguai)
A Ruta 11 (também designada como José Batlle y Ordóñez) é uma rodovia do Uruguai que liga a cidade de Ecilda Paullier ao balneário de Atlántida, passando também pelos departamentos de San José e Canelones.
Foi nomeada pela lei 15497, de 9 de dezembro de 1983, em homenagem a José Batlle, político e jornalista uruguaio e presidente de seus país por dois períodos, de 1903 a 1907 e de 1911 a 1915. Assim como outras estradas importantes do país, seu km 0 referencial é a Praça de Cagancha, situada em uma importante zona da capital do país. Desde 2008, o trecho entre o km 163,500 e o cruzamento com a Ruta Interbalnearia foi nomeado Ingeniero Eladio Dieste, em homenagem ao engenheiro Eladio Dieste.